# Panopsis polystachya
Panopsis polystachya är en tvåhjärtbladig växtart som först beskrevs av Carl Sigismund Kunth, och fick sitt nu gällande namn av Carl Ernst Otto Kuntze. Panopsis polystachya ingår i släktet Panopsis och familjen Proteaceae. Inga underarter finns listade i Catalogue of Life.